# 1000 maneres de morir
1000 maneres de morir (en anglès: 1000 Ways to Die) és una sèrie de televisió d’antologia americana que es va emetre a Spike del 14 de maig de 2008 al 15 de juliol de 2012. També es va emetre a Comedy Central. El programa recrea morts suposades inusuals, esdeveniments reals i desconegudes llegendes urbanes, i inclou entrevistes amb mèdics experts que descriuen la ciència que hi ha darrere de cada mort. Fins al final de la primera temporada, la història final de cada episodi mostrava imatges reals de situacions perilloses que "gairebé" van acabar amb la mort, juntament amb entrevistes als implicats en les situacions. Una part d'aquestes morts han estat nominades o han rebut un Premi Darwin. Ron Perlman va ser el narrador de cada episodi des del tercer episodi (amb Thom Beers narrant els dos primers episodis); començant amb l'episodi "Tweets from the Dead", Joe Irwin va ser presentat com a narrador substitutiu.
Spike va cremar els últims quatre episodis, acabant la sèrie amb la transmissió de Death, The Final Frontier. 1000 maneres de morir es va cancel·lar a causa de les baixes puntuacions després que els productors i les estrelles del programa presentessin una vaga contra la xarxa.